# Kościół w Utsjoki
Kościół w Utsjoki – luterański kościół w lapońskim mieście Utsjoki. Jest najbardziej wysuniętym na północ kościołem w Finlandii i Unii Europejskiej.